# Victoria Duffield
Victoria Duffield (Abbotsford, 3 gennaio 1995) è una cantante e attrice canadese.

## Biografia
Nata in una città della Columbia Britannica al confine con gli Stati Uniti, Victoria Duffield ha due fratelli maggiori, l'attore Burkely Duffield e Mitchell Duffield. Si è diplomata alla Yale Secondary School nel 2013.
Nel 2010 ha partecipato alle audizioni per la terza edizione del talent show canadese The Next Star, ed è stata selezionata come una dei sedici finalisti fra gli oltre 4.000 che si erano presentati. È arrivata in finale, dove si è piazzata terza. Qui ha presentato la sua prima composizione originale, Fever, inclusa nell'EP Secrets.
Poco dopo la fine del programma la cantante ha firmato un contratto con l'etichetta discografica Warner Music Canada, sotto cui ha pubblicato il suo singolo di debutto, Shut Up and Dance, un brano elettropop che ha raggiunto il 12º posto nella Billboard Canadian Hot 100 e ha ottenuto la certificazione di disco di platino per le oltre 80 000 copie vendute. Il singolo ha anticipato l'uscita del primo album della cantante, anch'esso intitolato Shut Up and Dance, ad agosto 2012. Il disco si è posizionato 12º in classifica in Canada. Il disco ha prodotto altri tre successi: Feel, Break My Heart (certificato disco d'oro per le 40 000 copie vendute a livello nazionale) e They Don't Know About Us in collaborazione con il cantante australiano Cody Simpson. Alla fine del 2012 Victoria Duffield è andata in tournée con la band pop punk Faber Drive per promuovere l'album.
Nel 2014 ha pubblicato il suo secondo album, intitolato Accelerate. Il disco è stato anticipato dal singolo More Than Friends, che si è piazzato alla 49ª posizione nella classifica canadese. Per promuovere il disco è andata in tour con i Backstreet Boys come artista di supporto per alcune date nordamericane del loro In a World like This Tour. Ha lasciato la Warner Music Canada nel 2017 e da allora pubblica musica indipendentemente.

## Discografia

### Album in studio
- 2012 – Shut Up and Dance
- 2014 – Accelerate
- 2019 – Day Won.

### EP
- 2010 – Secrets

### Singoli
- 2011 – Shut Up and Dance
- 2012 – Feel
- 2012 – Break My Heart
- 2012 – They Don't Know About Us (feat. Cody Simpson)
- 2013 – We Takin' Over
- 2014 – More Than Friends
- 2014 – Paper Planes
- 2018 – Wow
- 2018 – Get Me High
- 2018 – My Mistake
- 2018 – Remember You (feat. Sebastian Olzanski)

## Filmografia

### Televisione
- Cold Squad - Squadra casi archiviati (Color Squad) - serie TV, 2 episodi (2005)
- Painkiller Jane - serie TV, 1 episodio (2007)
- Supernatural - serie TV, 1 episodio (2007)
- Love Sick: Secrets of a Sex Addict - film TV (2008)
- Smallville - serie TV, 1 episodio (2008)
- Do You Know Me - film TV (2009)
- The Next Star - programma TV (2010)
- Professor Young (Mr. Young) - serie TV, 2 episodi (2012)
- R. L. Stine's The Haunting Hour - serie TV, 1 episodio (2012)
- Christmas Miracle - film TV (2012)
- Life with Boys - serie TV, 1 episodio (2012)

### Doppiatrice
- Berry Bitty Adventures di Fragolina Dolcecuore (Strawberry Shortcake's Berry Bitty Adventures), regia di Bob Hathcock (2011) - voce di Cherry Jam (solo canzoni)